# フランソワ・ボタ
フランソワ・ボタ（Francois Botha、1968年9月28日 - ）は、南アフリカ共和国の男子プロボクサー、キックボクサー。ムプマランガ州ウィトバンク出身。ニックネームは「ザ・ホワイト・バッファロー（The White Buffalo）」。現在は輸入代理店の経営をしている。

## 来歴

### ボクシング
- 1990年2月11日、デビュー戦となるジョン・バンジル戦から35連勝を記録。
- 1995年、36試合目にしてジョージ・フォアマンの王座返上により空位となったIBF世界ヘビー級王座をアクセル・シュルツと争い、判定勝ちで第11代王者となった。しかし、試合後のドーピング検査でナンドロロンの使用が発覚する。ボタ陣営は、「腕のケガの治療のために医者から処方された薬に禁止薬物が含まれていたもので、故意ではない」と主張した。この検査結果を受けて、IBFはボタに罰金5万ドルを課したが、そのまま新王者と認定した。ところが、これに対しシュルツ陣営が米国で訴訟を起こしたため、この試合結果は無効試合に変更になり、ボタの王座も剥奪となった。この結果には議論のあるところで一時的にIBFに認められた期間があるため、ボタは元IBF世界ヘビー級王者という肯定派と故意か過失かは別として明確な薬物使用により試合自体が無効（遡及効）となっているのでボタはIBFを獲得していないとする否定派が存在する。IBFの公式見解ではボタの王者在位が認められており、直後の剥奪という扱いになっている。一方のシュルツは、訴え通りに無効試合となったことで再び空位となった王座決定戦に出場したが、マイケル・モーラーに敗れた。
- 1996年11月9日、マイケル・モーラーの持つIBF世界ヘビー級王座に挑戦するが、12回TKO負け。
- 1999年1月16日、マイク・タイソンと対戦。タイソンは、1R終了間際にボタの左腕を抱えて捻り上げる反則行為を行った上に、1Rが終了したためレフェリーが割って入るもそれを無視してそのまま腕を離さずボタを殴り、これにボタが殴り返したことで両者が乱闘になり、リング上は両陣営のセコンドが入り乱れての大混乱となった。試合は再開されるが、タイソンはその後も、この左腕を捻り上げる反則行為を何度も繰り返し減点を取られた。5回にボタは捕まり、首の骨がズレるほど強烈な右一発でKO負けしたが、試合終了までのジャッジは3者共に（40-36、40-36、39-36）とボタの一方的なリードと採点しておりボタが格上のタイソンを相手に健闘を見せた形となった。荒れた試合だったが、タイソンは最後のパンチで倒れ込んだボタを気遣ったり、試合後は抱擁して互いに健闘を称え合う姿も見せている[1]。タイソンはこの時、試合前及び試合中に暴言を投げかけたことについて後悔しているとボタに伝えた。タイソンは直後に暴行事件で懲役刑を受けているが、ボタはそれについて「厳しすぎる」と非難した上で、「みんなタイソンを獣（けだもの）のようだと思っているが、そんなに悪い奴じゃない。彼の周囲に悪い連中がたくさんいるんだ」と語っている[2]。なお、この試合のボタの報酬は200万ドルだった。
- 同年8月7日、シャノン・ブリッグスと対戦。手数でボタが優勢も、ダウンを奪われて引き分け。この試合の両者の報酬は10万ドル。
- 2000年7月15日、イギリスでレノックス・ルイスの持つWBC・IBF統一世界ヘビー王座に挑戦。2回TKO負け。
- 2002年3月16日、ドイツでウラジミール・クリチコの持つWBO世界ヘビー級王座に挑戦。パンチを見切りカウンターを効果的に当てるなどしたが、8回TKO負け。
- 同年7月27日、クリフォード・エティエンヌと対戦し、引き分け。

※この翌年からK-1参戦
- 2007年7月6日、南アフリカで5年ぶりにボクシングへ復帰。WBF世界ヘビー級暫定王座決定戦でボブ・ミロビッチを3-0の判定で破り、王座を獲得した。
- 2007年12月23日、アテネオリンピック金メダリストのオドラニエル・ソリスと対戦予定だったが、試合の一週間前にキャンセルした。2008年中にも何度かソリスとの対戦が計画されたが実現せず。
- 2009年2月6日、南アフリカでロン・ゲレロと対戦し、3-0の判定勝ちで空位のWBF世界ヘビー級王座を獲得。
- 2010年4月10日、WBF世界ヘビー級タイトルマッチでイベンダー・ホリフィールドと対戦し、8回TKO負けを喫した[3]。
- 2013年2月8日、WBAインターナショナルヘビー級タイトルマッチでソニー・ビル・ウィリアムズと対戦し10回判定負けを喫した。しかし国際タイトルマッチは12ラウンドで行われるのが通常であり、発表されていた12ラウンドから、観客だけでなく関係者への告知も事前に無く10ラウンドで終了したことで、ボタが終盤に試合を盛り返していたこともあってフェアでないと不満が続出、ブックメーカーが賭け金の返金に応じるなど混乱が起きた[4]。また試合から数日後、15万オーストラリアドル（約1450万円）の報酬で負けるよう八百長試合を持ちかけられていたことをボタが暴露した[5]。

### キックボクシング
- 2003年10月11日、K-1へ参戦。デビュー戦で倒れたシリル・アビディにパンチを見舞い反則負け。12月6日の決勝トーナメントでリベンジマッチを行うも、試合を優勢に進めながらもハイキックでダウンし、アビディに連敗を喫した。12月31日、K-1 PREMIUM 2003 Dynamite!!で藤本祐介と対戦し、左フックでダウンを喫して判定負け。
- 2004年3月27日、アジス・カトゥーと対戦し、開始早々にカウンターでダウンを奪われ判定負け。6月6日、レミー・ボンヤスキーと対戦し、膝蹴りでダウンを奪われ判定負け。5連敗となった。
- 2004年9月25日、『K-1 WORLD GP 2004 開幕戦』で、ジェロム・レ・バンナを相手に圧倒されるも2Rに右のオーバーハンドでダウンさせる。3Rドロー判定後の延長戦に入る直前、バンナ自身が試合の続行を拒絶してのセコンドからタオルが投げ込まれ、TKO勝ちによるK-1初白星を挙げた。
- 2004年12月4日、『K-1 WORLD GP 2004 決勝戦』の準々決勝では、ピーター・アーツがローキックを放った際、ボタの太腿へヒットさせるもその瞬間にアーツが肉離れで負傷し2ノックダウンKO勝ちを収めた。続く準決勝は王者レミー・ボンヤスキーをボディブローで苦しめ試合を終了直前まで優勢に進めたが、試合終了数十秒前にハイキックによるダウンを奪われ、逆転で判定負け。ボタのボディブローでレミーは肋骨が折れていた。
- 2005年8月13日、K-1 WORLD GP 2005 in LAS VEGAS IIのスーパーファイトでマイティ・モーと対戦。開始早々の右フックでダウン。その後もパンチで3度のダウン。1R1分20秒でKO負け。
- 2006年3月5日、レミー・ボンヤスキーの代理として急遽K-1 WORLD GP 2006 in AUCKLANDのスーパーファイトに出場しレイ・セフォーと対戦し、0-3の判定負け。
- 2006年10月14日、南アフリカで開催されたAfrican Bomba-YaaでFFKAサウスアフリカチャンピオンであるエスペディト・ダ・シウバと対戦し、2RでKO勝ちを収めた。
- 2008年3月30日、韓国で開催されたThe KHANにおいてガオグライ・ゲーンノラシンと対戦し、3-0の判定勝ち。

### 総合格闘技
- 2004年12月31日、K-1 PREMIUM 2004 Dynamite!!で秋山成勲と総合格闘技特別ルールで対戦し、1R腕ひしぎ十字固めで一本負け。

## 戦績

### ボクシング
| プロボクシング 戦績 | プロボクシング 戦績 | プロボクシング 戦績 | プロボクシング 戦績 | プロボクシング 戦績 | プロボクシング 戦績 | プロボクシング 戦績 |
| ------------------- | ------------------- | ------------------- | ------------------- | ------------------- | ------------------- | ------------------- |
| 63 試合             | (T)KO               | 判定                | その他              | 引き分け            | 無効試合            |                     |
| 48 勝               | 29                  | 19                  | 0                   | 3                   | 1                   |                     |
| 11 敗               | 9                   | 3                   | 0                   | 3                   | 1                   |                     |

### キックボクシング
| キックボクシング 戦績 | キックボクシング 戦績 | キックボクシング 戦績 | キックボクシング 戦績 | キックボクシング 戦績 | キックボクシング 戦績 | キックボクシング 戦績 |
| --------------------- | --------------------- | --------------------- | --------------------- | --------------------- | --------------------- | --------------------- |
| 15 試合               | (T)KO                 | 判定                  | その他                | 引き分け              | 無効試合              |                       |
| 4 勝                  | 3                     | 1                     | 0                     | 0                     | 0                     |                       |
| 11 敗                 | 1                     | 9                     | 1                     | 0                     | 0                     |                       |

| 勝敗 | 対戦相手                   | 試合結果                             | 大会名                                       | 開催年月日     |
| ×    | グレゴリー・トニー         | 3R終了 判定0-3                       | WFC 6, Sofia, Bulgaria                       | 2008年9月27日  |
| ○    | ガオグライ・ゲーンノラシン | 3R終了 判定3-0                       | The KHAN                                     | 2008年3月30日  |
| ○    | エスペディト・ダ・シウバ   | 2R終了 TKO                           | African Bomba-Yaa                            | 2006年10月14日 |
| ×    | ユルゲン・クルト           | 3R終了 判定0-3                       | K-1 SCANDINAVIA Grand Prix 2006 in Stockholm | 2006年5月20日  |
| ×    | レイ・セフォー             | 3R終了 判定0-3                       | K-1 WORLD GP 2006 in AUCKLAND                | 2006年3月5日   |
| ×    | 武蔵                       | 3R終了 判定0-3                       | K-1 WORLD GP 2005 in OSAKA 開幕戦 【1回戦】  | 2005年9月23日  |
| ×    | マイティ・モー             | 1R 1:20 TKO（右フック）              | K-1 WORLD GP 2005 in LAS VEGAS II            | 2005年8月13日  |
| ×    | レミー・ボンヤスキー       | 3R終了 判定0-3                       | K-1 WORLD GP 2004 決勝戦 【準決勝】          | 2004年12月4日  |
| ○    | ピーター・アーツ           | 1R 1:13 KO（右もも肉離れ）           | K-1 WORLD GP 2004 決勝戦 【準々決勝】        | 2004年12月4日  |
| ○    | ジェロム・レ・バンナ       | 3R終了時 TKO（タオル投入）           | K-1 WORLD GP 2004 in TOKYO 開幕戦 【1回戦】  | 2004年9月25日  |
| ×    | レミー・ボンヤスキー       | 3R終了 判定0-3                       | K-1 WORLD GP 2004 in NAGOYA                  | 2004年6月6日   |
| ×    | アジス・カトゥー           | 3R終了 判定0-2                       | K-1 WORLD GP 2004 in SAITAMA                 | 2004年3月27日  |
| ×    | 藤本祐介                   | 3R終了 判定0-3                       | K-1 PREMIUM 2003 Dynamite!!                  | 2003年12月31日 |
| ×    | シリル・アビディ           | 3R終了 判定0-3                       | K-1 WORLD GP 2003 決勝戦 【準々決勝】        | 2003年12月16日 |
| ×    | シリル・アビディ           | 1R 0:19 反則（倒れた相手へのパンチ） | K-1 WORLD GP 2003 開幕戦 ALL STARS 【1回戦】 | 2003年10月11日 |

### 総合格闘技
| 総合格闘技 戦績 | 総合格闘技 戦績 | 総合格闘技 戦績 | 総合格闘技 戦績 | 総合格闘技 戦績 | 総合格闘技 戦績 | 総合格闘技 戦績 |
| --------------- | --------------- | --------------- | --------------- | --------------- | --------------- | --------------- |
| 1 試合          | (T)KO           | 一本            | 判定            | その他          | 引き分け        | 無効試合        |
| 0 勝            | 0               | 0               | 0               | 0               | 0               | 0               |
| 1 敗            | 1               | 0               | 0               | 0               | 0               | 0               |

| 勝敗 | 対戦相手 | 試合結果                 | 大会名                      | 開催年月日     |
| ×    | 秋山成勲 | 1R 1:54 腕ひしぎ十字固め | K-1 PREMIUM 2004 Dynamite!! | 2004年12月31日 |

## 獲得タイトル
- 初代NABA北米ヘビー級王座
- WBF世界ヘビー級王座
- トランスヴァールヘビー級王座